# Phaeoscia
Phaeoscia là một chi bướm đêm thuộc họ Erebidae.